# アグネス・モートン
アグネス・モートン（英語: Agnes Morton, 1872年3月6日 - 1952年4月5日）は、イングランド・エセックス州ハルステッド出身の女子テニス選手。フルネームはアグネス・メアリー・モートン（Agnes Mary Morton）という。アガサ・モートン（Agatha Morton）の名前で文献に記載されることも多い。20世紀初頭のウィンブルドン選手権で活躍し、1914年の女子ダブルスでエリザベス・ライアン（アメリカ）とペアを組んで優勝した。シングルスでは1908年と1909年に2年連続準優勝がある。

## 来歴
初期のウィンブルドン選手権では、女子ダブルスは1899年-1907年（中断期間あり）、混合ダブルスは1900年-1912年まで「選手権公認外競技」（Non-Championship Event）として扱われ、この時代の記録は現在のウィンブルドン選手権公認優勝記録表に数えられない。モートンは「選手権公認外競技」のダブルスで、1902年の女子ダブルスと1909年の混合ダブルスに優勝している。女子ダブルスでシャーロット・クーパー・ステリーと組んで優勝した1902年、モートンは初めて女子シングルスの「チャレンジ・ラウンド」（挑戦者決定戦）決勝に進出したが、ここでミュリエル・ロブに 5-7, 4-6 で敗れたため、前年度優勝者クーパー・ステリーとの「オールカマーズ・ファイナル」（チャレンジ・ラウンド勝者と大会前年度優勝者で優勝を争う）に進めなかった。その後、モートンは1904年・1908年・1909年にチャレンジ・ラウンド準優勝があり、女子シングルスのオールカマーズ・ファイナルにはあと一歩で手が届かなかった。この方式では、自動的に決勝に進出できる大会前年優勝者が欠場した場合はオールカマーズ・ファイナルを実施できないため、チャレンジ・ラウンドの優勝者と準優勝者を優勝記録表に記載する。モートンの場合、1908年と1909年に大会前年優勝者が欠場したことから（前者はメイ・サットン、後者はクーパー・ステリー）女子シングルス準優勝者として扱われる。
1913年から、女子ダブルスと混合ダブルスがウィンブルドン選手権の公式競技（Full Championship Event）になった。この2部門は1913年から公認優勝記録表に記載される。1914年の第2回女子ダブルス競技で、モートンは当時22歳のエリザベス・ライアンとペアを組み、決勝でエセル・トムソン・ラーコム＆エディット・ハンナム組を 6-1, 6-3 で破った。モートンは42歳にして、ようやくウィンブルドン選手権のタイトルを獲得した。ライアンはここで取った最初のウィンブルドン・タイトルを皮切りに、同選手権で女子ダブルス12勝・混合ダブルス7勝を積み重ねたが、初優勝のパートナーがこのモートンだった。アグネス・モートンは選手引退後、1925年にヒュー・スチュワート（Hugh Stewart）と結婚し、1952年4月5日にロンドン・ケンジントンにて80歳の生涯を閉じた。